# Абьяни
Абьяни (перс. ابیانه‎ , букв. «Красное поселение») — деревня в центральном Иране, недалеко от города Кашана. Известный культурно-этнографический и туристический центр.

## История
Абьяни считается одним из самых древних населённых пунктов Ирана и существует не менее 2000 лет. Местные жители долгое время исповедовали зороастризм. Только в промежутке времени между XVI и XVIII веками они приняли ислам.

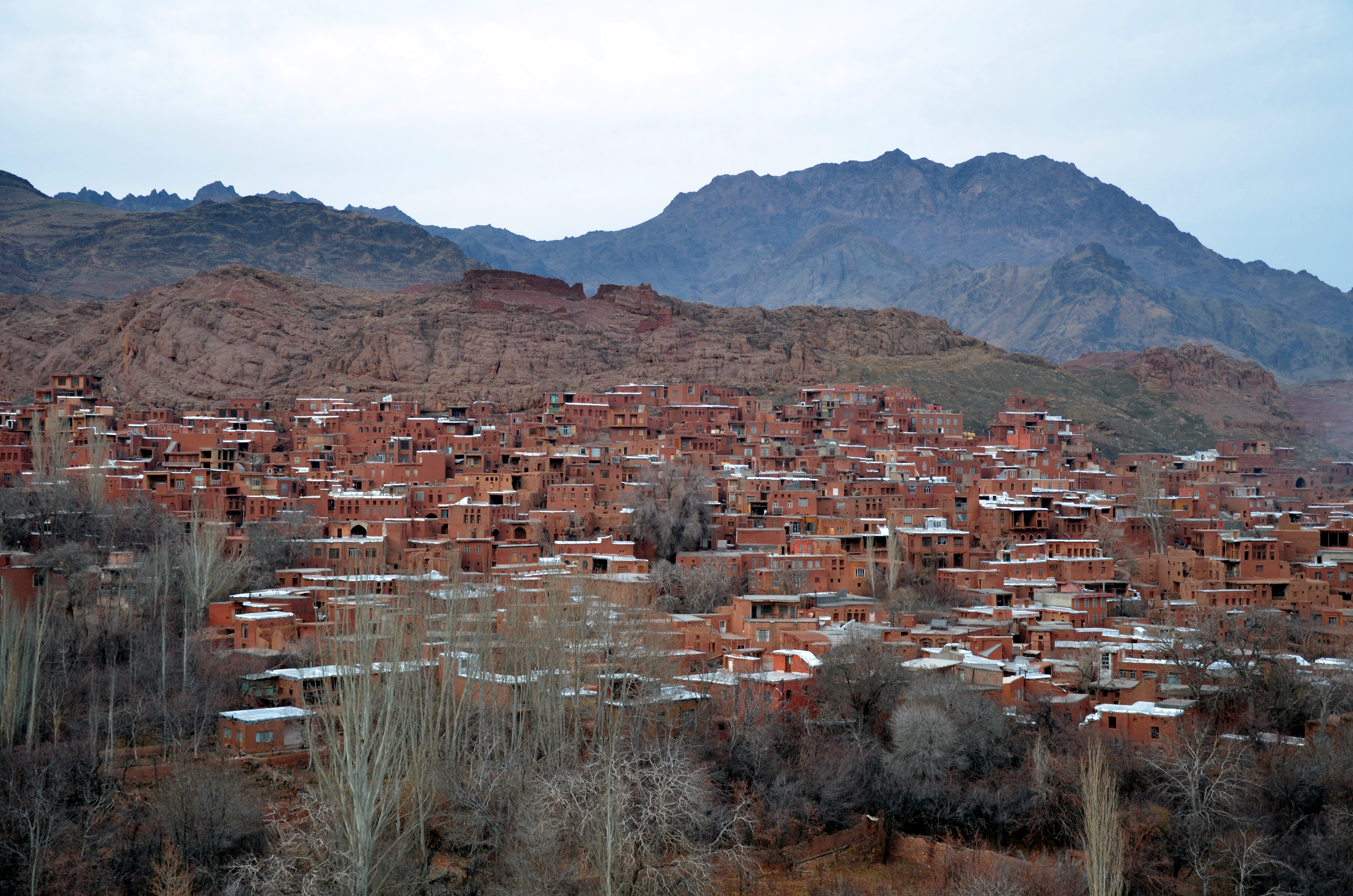

В 1975 году деревня была включена в список национального наследия Ирана как культурный объект, в 2007 году — в предварительный список Всемирного наследия ЮНЕСКО.

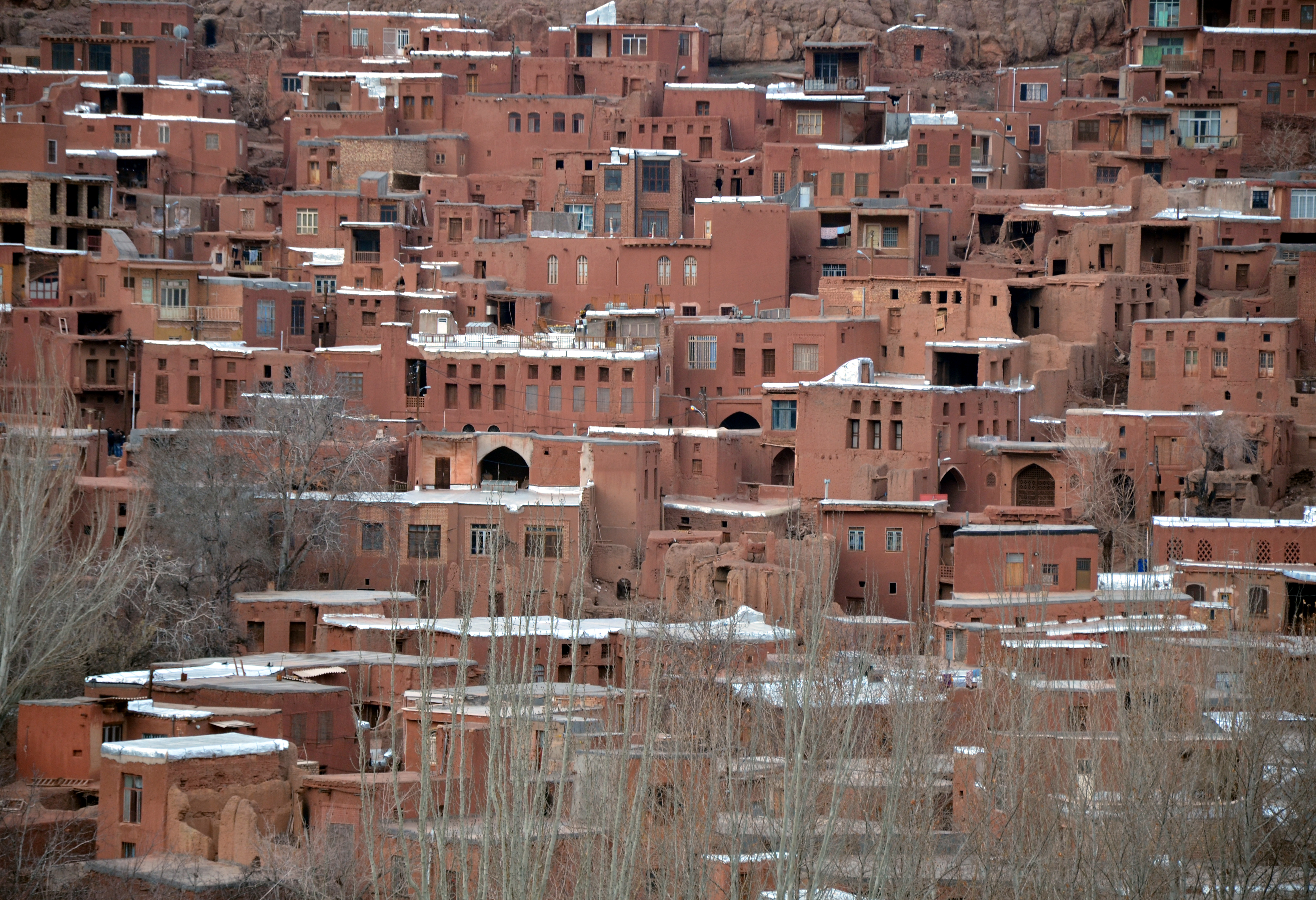

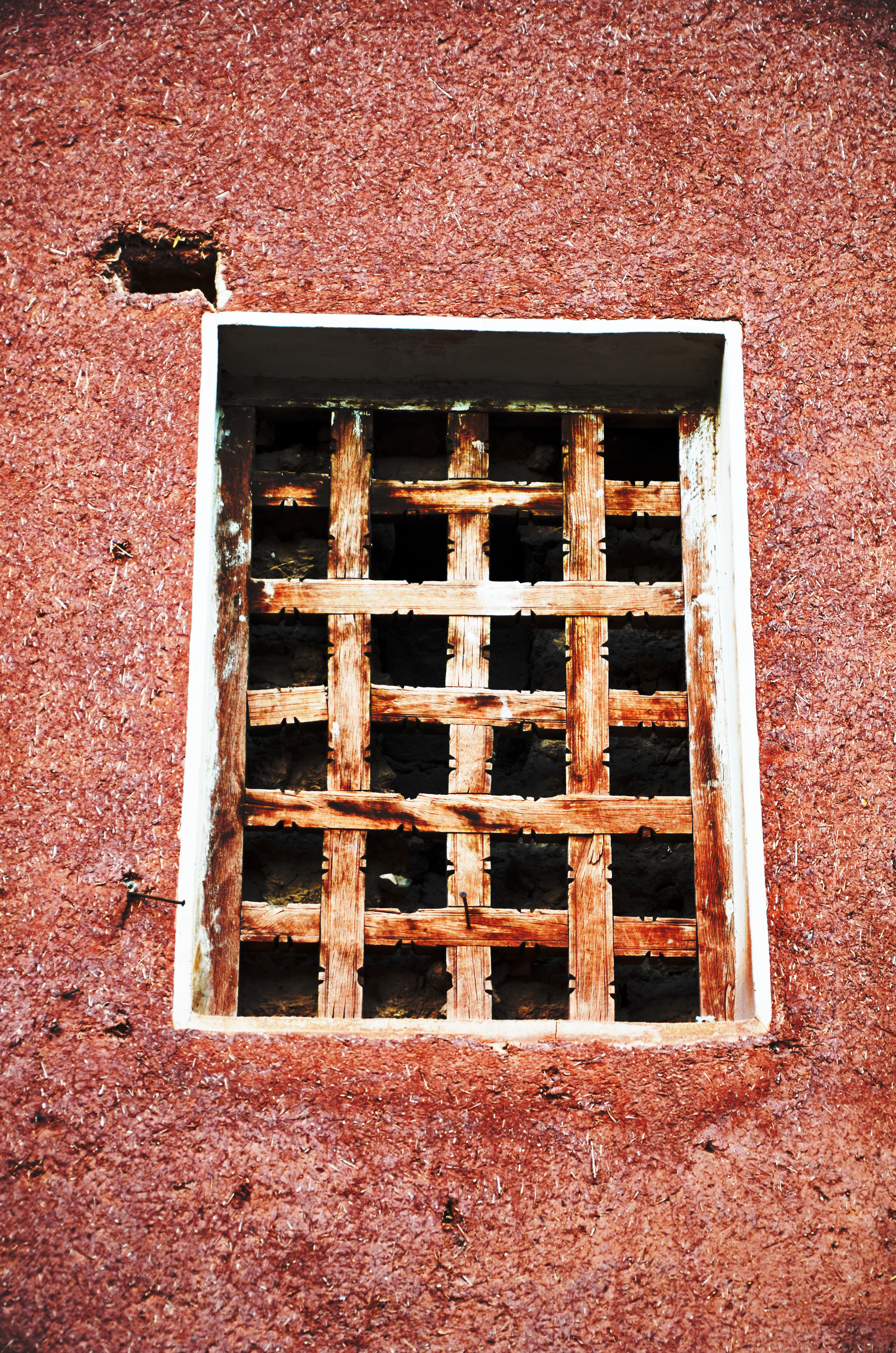

## Наследие
В деревне Абьяни сохраняется традиционный стиль сельских построек центрального Ирана. Здесь расположены руины средневекового военного укрепления, а также мечеть. Местные жители продолжают традиции ручного ткачества. Женщины одеваются в традиционные костюмы. Для туристов проводятся экскурсии. Существует производство сувенирной ремесленной продукции.
С 2005 года в деревне проводятся международные археологические исследования.

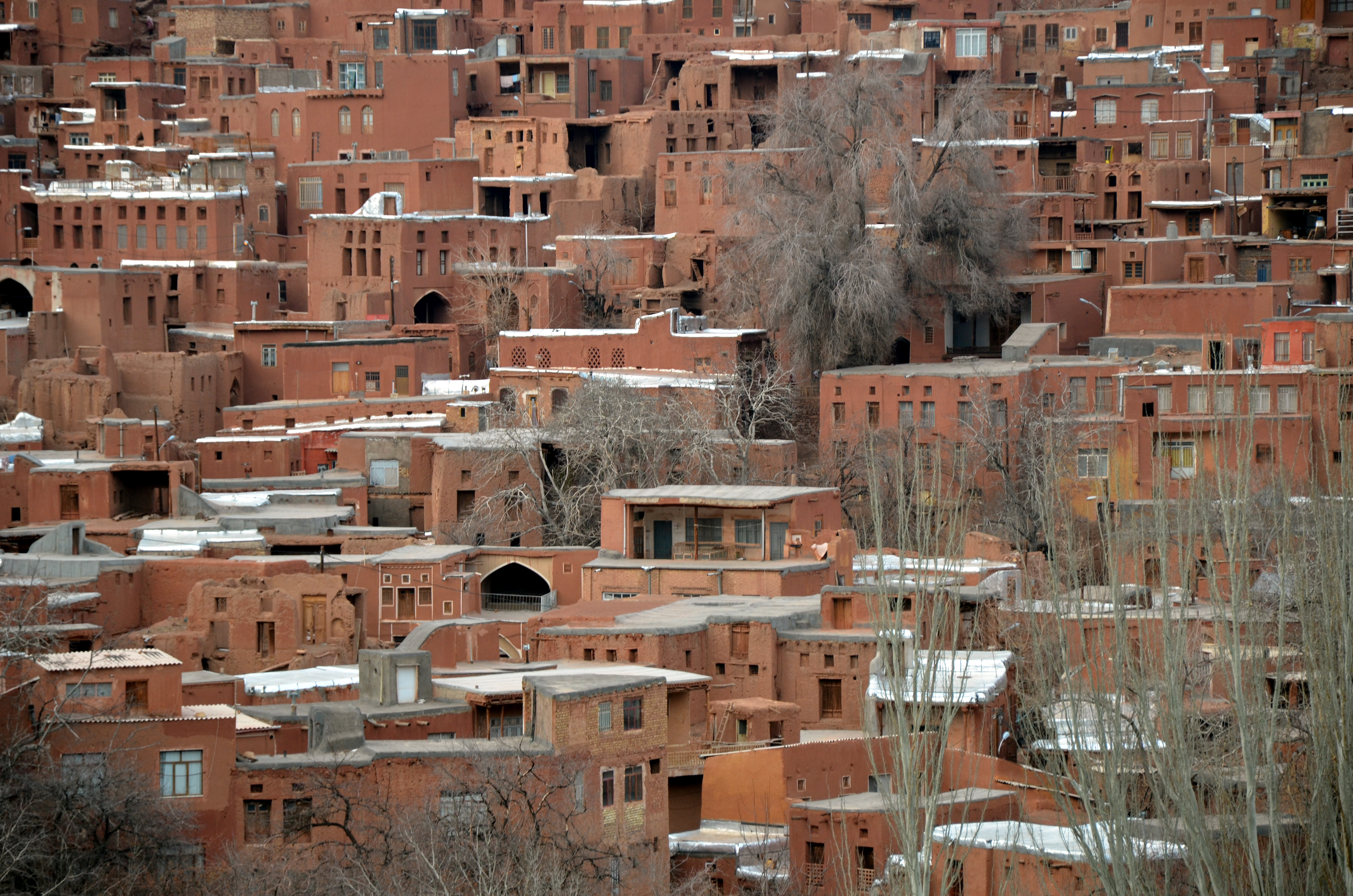

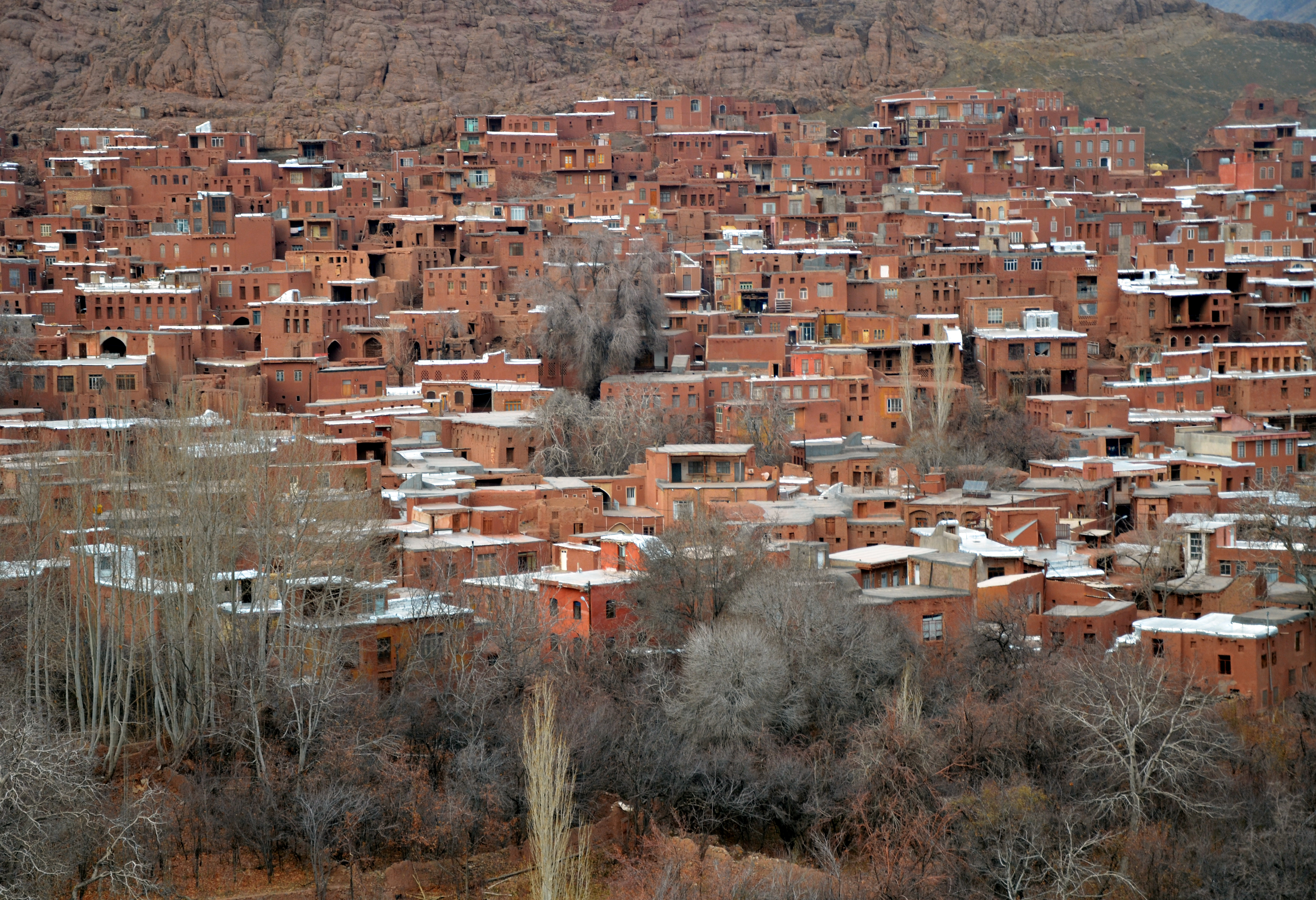

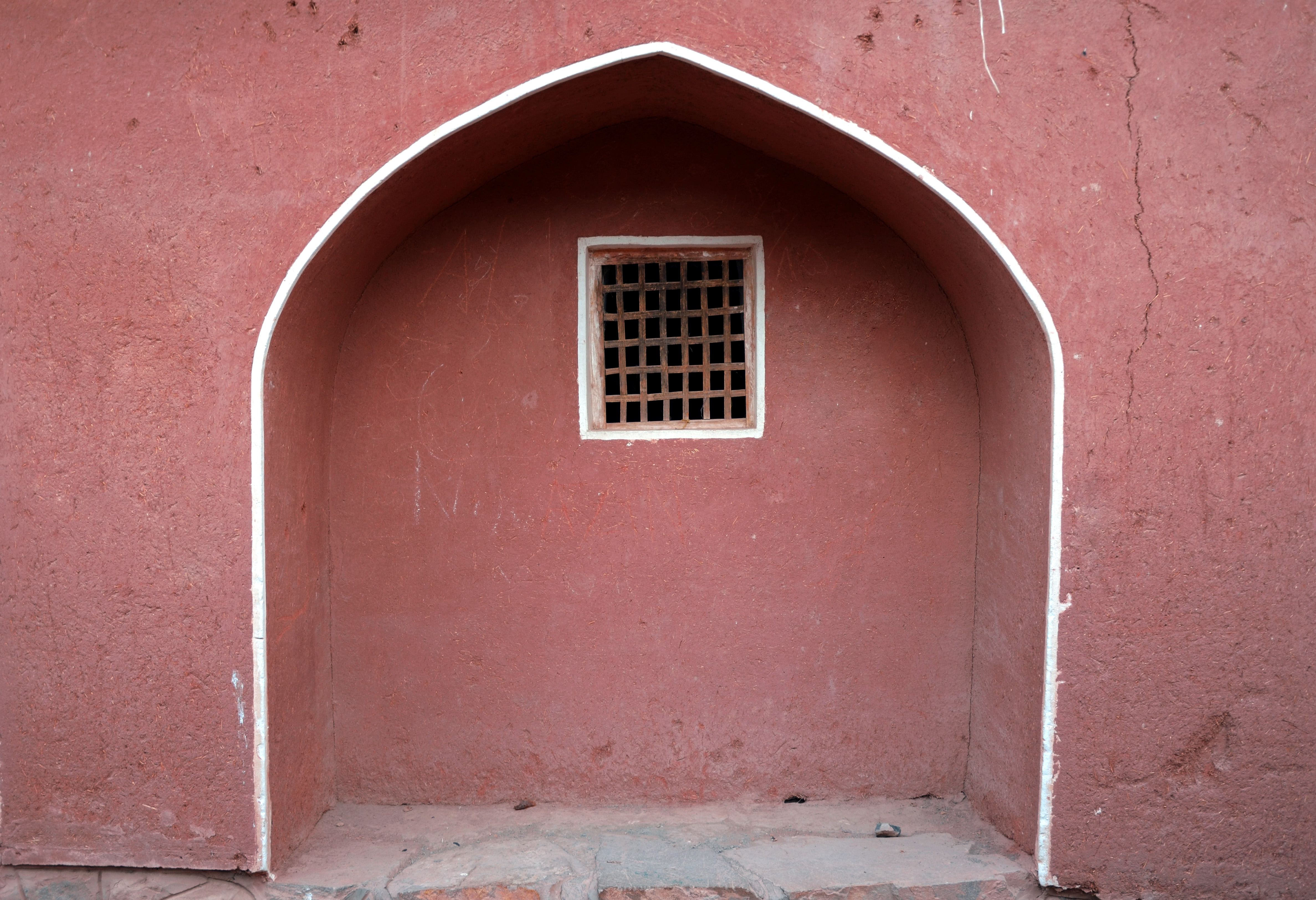

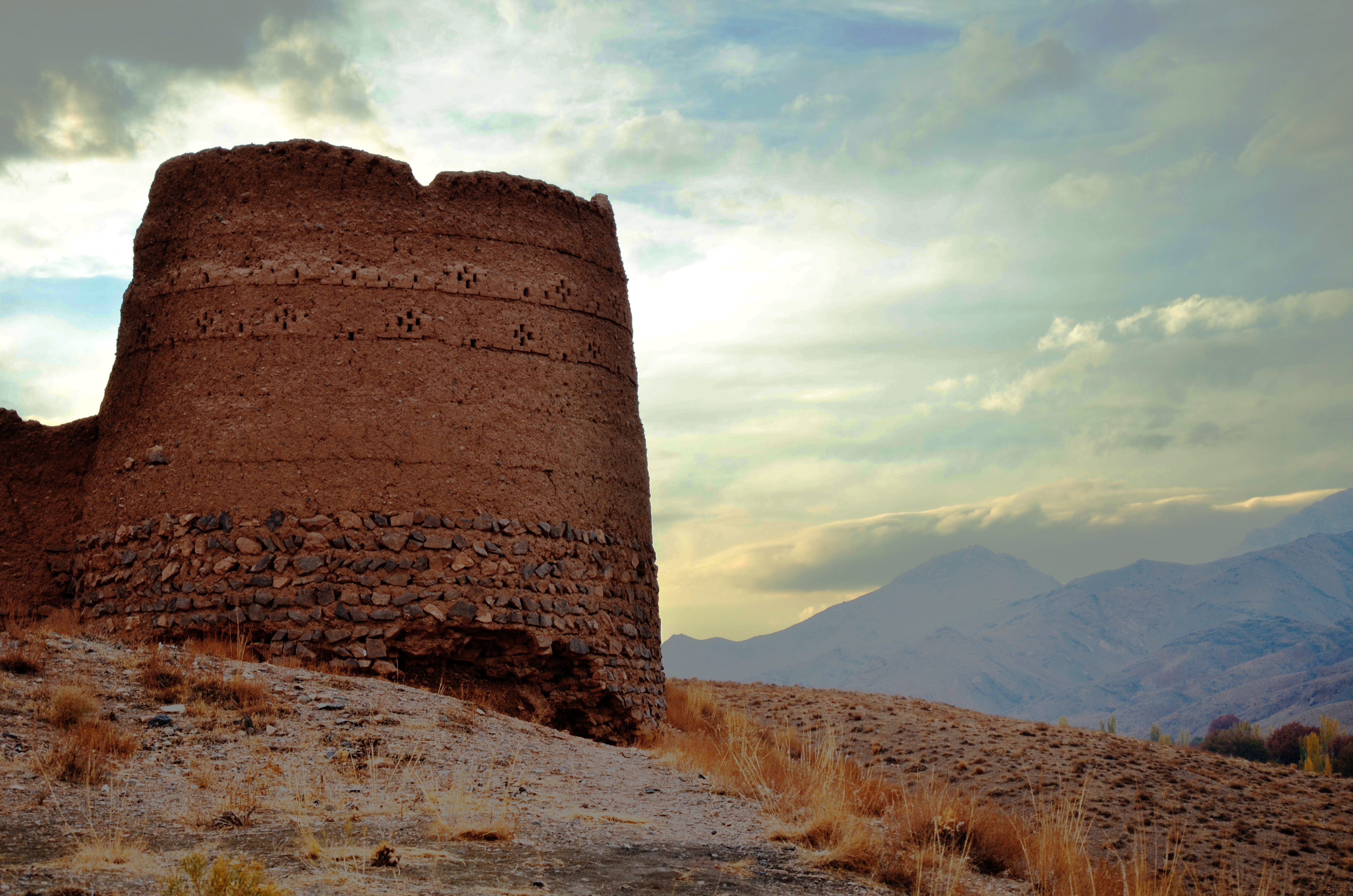

## Ссылки

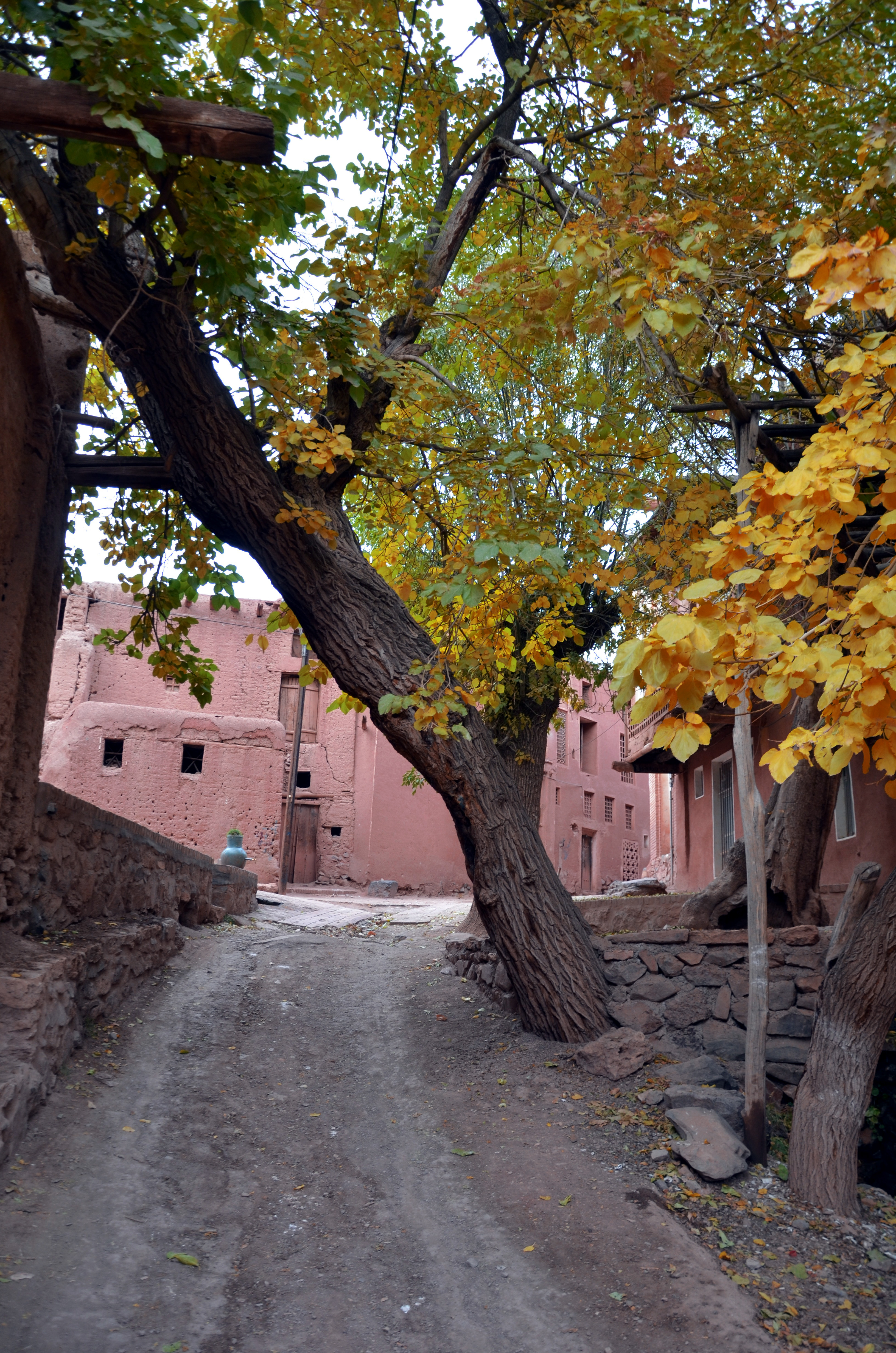